# Piridoxină
Piridoxina este unul dintre compușii ce formează complexul de vitamine B, numit și vitamina B6. Piridoxina ajută la echilibrarea nivelurilor de sodiu și potasiu din organism, cât și la producerea globulelor roșii din sânge. Este legată de imunitatea față de cancer și ajută la combaterea formării homocisteinelor. S-a sugerat că piridoxina poate fi de folos copiilor care au probleme de învățare și poate preveni mătreața, eczemele și psoriasis. În plus, piridoxina contribuie la normalizarea schimbărilor hormonale la femei și la sistemul imunitar. Carența de piridoxină poate cauza anemie, boli ale nervilor, crize, infarcturi, probleme dermatologice și dureri în zona gurii.
Structura chimică se bazează pe un inel piridinic, cu substituenții hidroxil, metil și hidroximetil.
Este diferit de piridoxamină prin substituentul de la poziția "4".
Este folosit de cele mai multe ori sub formă de clorhidrat de piridoxină.
Este necesar pentru producerea monoaminelor neurotransmițătoare serotonină, dopamină, noradrenalină și adrenalină pentru că este co-factorul enzimei decarboxilaza acidului aromatic.
Această enzimă este responsabilă pentru convertirea precursorilor 5-hidroxitriptofan în serotonină și 3,4-dihidroxifenilalanină în dopamină, noradrenalină și adrenalină.
De aceea a fost inclusă în tratamentul depresiei și anxietății.
Vezi articolul vitamina B6 pentru mai multe informații.